# 田村正彦
田村 正彦（たむら まさひこ、1948年（昭和23年）2月5日 - ）は、日本の政治家。岩手県八幡平市長（4期）。元岩手県議会議員（3期）、元西根町議会議員（2期）。

## 来歴
岩手県平舘村（現・八幡平市）出身。岩手県立盛岡工業高等学校卒業。1970年（昭和45年）3月、駒澤大学経済学部経済学科卒業。同年4月、岩手県農業共済組合連合会に就職。1989年（平成元年）9月、同連合会を退職し西根町議会議員に就任。1993年（平成5年）9月、再選。1995年（平成7年）4月、西根町議会議員を辞職し、岩手県議会議員に就任。1999年（平成11年）4月、再選。2003年（平成15年）4月、3期目の当選。
2005年（平成17年）9月1日、西根町、松尾村、安代町が合併し八幡平市が誕生する。これに伴って10月2日に行われた八幡平市長選挙に出馬。民主党の推薦を受けた前西根町議の遠藤斉優を破り初当選（田村：10,706票、遠藤：8,538票）。投票率は74.22％。同日、市長に就任。
2009年（平成21年）9月27日に行われた市長選では、民主党の推薦を受けたフリーアナウンサーの川村龍雄の追撃をかわし2選（田村：10,226票、川村：9,027票）。
2013年（平成25年）、無投票で3期目の当選。2017年（平成29年）、元市議会議長の工藤直道を破り4選。
2022年11月3日、秋の叙勲において、旭日中綬章を受章した。